# Вршац
Вршац је градско насеље и седиште истоимене територијалне јединице у Србији. Један је од најстаријих банатских градова који се налази на југоисточном рубу Панонске низије, у подножју Вршачких планина. Према попису из 2022. било је 31.946 становника. По овоме је Вршац други по величини град у округу, после Панчева, и највећи град у Војводини без статуса административног центра округа.

## Називи
Назив Вршац (слсрп. Връшъцъ) је словенског порекла, а у том облику посведочен је од 16. века. Из тог назива изведени су и одговарајући облици у неким другим језицима (рум. Vârşeţ, мађ. Versec, хебр. ורשאץ).
Старији мађарски назив за Вршац, који је гласио Ердшомљо (мађ. Érdsomlyó) или скраћено Ершомљо (мађ. Érsomlyó), посведочен је већ од 13. века. Од тог назива настао је и потоњи турски облик Семлик или Шемлик (Шемљуг), који је посведочен у османским пописним дефтерима из 16. века (тур. Varoş-i Şemlik, nam-i diğer Vırşaç” / варош Шемлик, друго име Вршац). Идентификација старог мађарског и потоњег турског назива са српским Вршцем извршена је захваљујући научним истраживањима у другој половини 20. века, чиме су отклоњене раније заблуде Феликса Милекера о идентификацији Вршца са средњовековним насељем Подвршац (Podwersa, Poduersa), које је такође припадало Карашкој жупанији.

## Географија
Вршац се налази североисточно од Београда на 83. километру Државног пута I реда М10 према Румунији, од које је удаљен 14 км. Вршац одликује добра повезаност са околним местима, као и градовима у овом делу Војводине, и то како друмским тако и железничким саобраћајем. Раскрсница је Државног пута I реда 10, Државног пута I реда 18 и Државног пута другог реда 126. У самом Вршцу налази се железнички гранични прелаз према Румунији, а друмски код Ватина. Овде се налази Железничка станица Вршац.
Вршац лежи у самом подножју Вршачких планина. У његовој непосредној близини налазе се депресије Великог и Малог рита, поточне долине, лесне заравни, а на невеликој удаљености налази се и Делиблатска пешчара, специфичан географски комплекс и једно од највећих пешчаних пространстава у Европи. Вршачке планине, на крајњем југоистоку Баната, заузимају површину од око 170 km². Имају претежно одлике брдско-брежуљкастих предела чији централни део има планински карактер. Почињући са брдима Капела (252 м) и Кула (399 м) над самим градом, простиру се на истоку све до речице Черне у Румунији, на северној страни оивичене су Марковачким потоком и Малим Ритом у који се стрмо спуштају. Са јужне стране благо опадају и завршавају се долинама потока Месића и Гузајне. У уздужном профилу, на правцу исток-запад налазе се највећи врхови, међу којима доминира Гудурички врх (641 м), уједно и највиши врх у Војводини. Јужна и северна подгорина испресецане су вододеринама и поточним долинама.
Клима је умерено-континентална, са следећим обележјима: дуга и топла лета, нешто хладније, а понекад хладне и снеговите зиме, свежија и краћа пролећа, док су јесени дуже и топлије. Посебну специфичност Вршцу даје кошава. Најчешће дува у рано пролеће и позну јесен, односно у хладнијој половини године. Брзина кошаве је променљива и креће се од 18 до 40 км на сат, а поједини удари и до 140 и више км на сат. Осим кошаве дува и северац и северозападни ветар.
Вршачки предео је прилично сиромашан водотоковима природног порекла. Једина река је Караш, који извире у Румунији и протиче недалеко од Вршца. Месић, највећи од неколико потока, извире у брдима изнад истоименог села и протиче кроз сам град. На територији јужног Баната изграђена је од 18. века до данас, читава мрежа канала за одвођење атмосферских и подземних вода. Највећи је канал Дунав—Тиса—Дунав, који пролази на око десетак километара од Вршца. У самом граду је вештачко језеро које је уређено као градско купалиште, а у близини, у Великом Риту постоји рибњак површине 906 хектара, познат и као станиште великог броја врста барских птица и друге дивљачи.
У животињском свету Вршачких планина има срна, дивљих свиња, зечева, дивљих мачака, лисица, а у пролазу се задржавају и вукови. Из птичјег света заступљени су: дивља патка и гуска, дивљи голуб, јаребица, фазан, велики и мали детлић, крагуј, пуповац, а од грабљивица, јастреб, мишар, орао, сова, соко. На подручју Вршца живе: веверица, шумски пух, сива и црна врана, гавран и многе друге врсте ретких птица. Јединствено гнездиште у нашој земљи има у Малом Риту барска шљука бекасина. Од змија најзаступљенија је белоушка, ређе шарка, а има слепића и смука. Једна врста зеленог гуштера сматра се да је раритет у Војводини. У речним токовима и у каналима има разних врста риба: штуке, шарана, сома, кечиге, караша и ситне беле рибе.
Биљни свет је веома разнолик. Највише је трава од којих посебан значај има кострика. На Вршачким планинама расту: смрека, црни бор, павит, пољски и брдски брест, буква, питоми кестен, више врста храста, бели граб, више врста липа, купина, шипак, пољска ружа, дивља јабука и крушка, бели и црвени глог, брекиња, оскоруша, рашљика (трн), дивља трешња, руј, клокочика, клен, млеч, жеста, дрен, свиб, бршљан, курика, пасрден, бели и црни јасен, обична калина, црвена зова, веприна. Све су то аутохтоне биљне врсте. Накнадно унете дрвенасте врсте су: багрем, јасика, бела и црна топола, врба ракита, дивљи кестен и разни четинари. На Вршачким планинама има 1.024 врста дрвећа, шибља и зељастог биља. Зна се за 22 биљне заједнице (фитоценозе) и то 10 степско-ливадских и 12 шумских.
Општини Вршац припадају села: Ватин, Мали Жам, Велико Средиште, Гудурица, Марковац, Месић, Павлиш, Сочица, Јабланка, Влајковац, Ритишево, Куштиљ, Уљма, Избиште, Војводинци, Потпорањ, Стража, Мало Средиште, Шушара, Орешац и Загајица.

## Историја
Подручје данашњег града и околине било је настањено у давној прошлости, а први трагови насеља потичу из праисторијских времена. Археолошка истраживања су показала да је Вршац био настањен и током раног средњовековног периода, а почевши од 11. века тај простор се налазио под угарском влашћу. Средњовековни Вршац се потом развијао око утврђеног града и подграђа.
Најстарији историјски извори који се односе на ово место потичу из 1227. године, када су поседи великашке породице Чак у Вршцу замењени са краљевским имањем у граду Пожеги. Почевши од 13. века, у Вршцу је постојао и доминикански самостан. Прва сведочанства о тврђави потичу из 1323. године. Место се 1330. године помиње и као трговиште, што представља сведочанство о постепеном привредном успону. Град је био у краљевском поседу, а налазила се у управној надлежности великих жупана Карашке жупаније.
Насеље се развијало у подножју средњовековне тврђаве коју је додатно утврдио угарски краљ Жигмунд почетком 15. века, ради боље одбране околног подручја од све чешћих османских упада. Град је потом предат на управу српском деспоту Стефану Лазаревићу, а потом и деспоту Ђурђу Бранковићу, који се око вршачких поседа спорио са Јаношем Хуњадијем. Током друге половине 15. и прве половине 16. века, вршачка тврђава је била део ширег одбрамбеног система којим су на југоистоку Угарске заповедали северински банови.
Већ у позном средњем веку вршачка област била је позната по својим винима која су била међу најтраженијима на угарском двору.
Након што су опустошили читаву област, Турци су током 1552. године заузели и овај град, који је постао седиште Вршачке нахије у саставу новоствореног Темишварског санџака.
Вршачки крај је и даље остао настањен Србима, који су 1594. године на тим просторима подигли велики народни устанак против османске власти. Првобитно су имали успеха, а међу ослобођеним градовима био је и Вршац. Након слома устанка, знатан део српског становништва избегао је у суседну Кнежевину Трансилванију, а Вршац је временом попримио изглед оријенталне вароши.
Османска власт у Вршцу трајала је све до избијања Аустријско-турског рата (1716-1718), када је град ослобођен (1716) и укључен у састав хабзбуршког Тамишког Баната (1718). Све до 1778. године, град је био седиште Вршачког дистрикта. Ту се налазио управни уред и подуред, коњичка касарна, пошта, римокатоличка црква и царинарница, а становништво је било измешано: швапско, српско и влашко.
Након укидања Тамишког Баната (1778-1779), Вршац се нашао у саставу Тамишке жупаније. Током 18. века, у вршачки крај су колонизовани Немци из области око реке Мозела, који су собом донели нове виноградарске технике које ће Вршац брзо претворити у једно од средишта винарства у Хабзбуршкој монархији. Брзи привредни успон крунисан је добијањем повеље слободног краљевског града 1817. Град је знатно назадовао за време револуције 1848. када су се око њега борили Срби и Мађари. Остатак XIX века протекао је у миру и напретку који је пресекла зараза филоксере која је запретила уништењем све винове лозе. Ипак, катастрофалне последице филоксере брзо су поништене у овој области планским сађењем америчких сорти лозе.
Године 1858. наводи се да у Вршцу има 10.000 православних Срба, девет српских школа, Богословија српска и румунска, ту је столица вршачког епископа, 11 адвоката и других представника интелигенције.
Највећа етничка промена наступила је у току Другог светског рата када су нацисти, махом домаћи Немци, протерали у концентрационе логоре и тамо усмртили готово целокупно јеврејско становништво града, док је након 1944. године целокупна немачка заједница која није избегла пред Црвеном армијом протерана из својих кућа и смештена у сабирне логоре у којима су услед изузетно лоших животних услова и лишени свих грађанских права, страдали од глади и болести, док су се преживели након 1948. године уз прећутну сагласност власти почели исељавати у Аустрију, Немачку или прекоморске земље. Тада долази до систематске демографске и политичке промене у граду. Осамдесетих година двадесетог века Вршац почиње да излази из привредне таме и развија имиџ успешног града.

## Култура
Вршац има знамениту историјску прошлост, са споменицима од праисторије до данашњег доба. Многобројне карактеристичне грађевине из XVIII и 19. века, Градска кућа, стара апотека (1783), барокна зграда „Два пиштоља“, кућа у којој је живео и умро Јован Стерија Поповић, Владичин двор, цркве (римокатоличка црква св. Герхарда од Сагреда је највећа римокатоличка црква у Србији, а била је друга по величини у СФРЈ, одмах после загребачке катедрале. Довршена је 1863. године и има функционалне оргуље на којима се редовно одржавају концерти. Капела св. Крста је најстарија римокатоличка богомоља у Банату, чију градњу су започели досељеници 1720, а завршили 1728. године. Православна црква св. Оца Николаја саграђена је 1785. године и тада је била највећа српска православна црква северно од Саве и Дунава.), Вршачки градски парк са споменицима, Народни музеј (основан 1882. — најстарији музеј у Војводини), а главно обележје града је Вршачки замак на Вршачком брегу из раног средњег века, симбол града и најстарији замак на територији Војводине. Све то је вредно помена, а нарочито Манастир Месић из XVII века. У овом граду рођени су отац српске драме Јован Стерија Поповић и један од наших најпознатијих сликара Паја Јовановић. Град има професионално позориште и развијену издавачку делатност, у којој предњачи КОВ — Књижевна општина Вршац. У граду се одржавају Јесењи позоришни фестивал и Међународни фестивал фолклора.
Овде се налазе Градска библиотека Вршац и Народно позориште "Стерија" (Вршац).

## Привреда
Данас су од значаја виноградарство, занатство, трговина и индустрија. Вршачка вина су позната широм земље. У околини Вршца има доста излетишта и ловишта. У граду је и познати Центар за спортско једриличарство с аеродромом. Осим тога ту су и излетишта Ритишево, Стража, Парта, канал ДТД и вештачка језера која обогаћују изванредну околину града.

## Спорт
Вршац је данас један од најзначајнијих спортских центара у Војводини и Србији. Градски клубови такмиче се у најјачим лигама у одбојци, тенису, стоном тенису, кошарци, теквондоу, шаху... Развијен је параглајдинг, оријентационо трчање, спортски риболов, планинарство, атлетика, бициклизам.
Најпознатији и најтрофејнији је женски кошаркашки клуб Хемофарм са шест освојених титула шампиона државе. Вршац има леп градски стадион са око 10.000 места, модерни спортски комплекс центар Миленијум са око 3.500 места, неколико мањих спортских сала, терена и игралишта.
Године 2012. играле су се, у препуном Миленијуму, утакмице Д групе Европског првенства у рукомету. Овде су наступали: Хрватска, Словенија, Исланд и Норвешка.
Овде постоји Градски рагби клуб Вршац.

## Демографија
Главни чланак: Демографска историја Вршца
У насељу Вршац живи 29.843 пунолетна становника, а просечна старост становништва износи 40,0 година (38,4 код мушкараца и 41,4 код жена). У насељу има 12.893 домаћинства, а просечан број чланова по домаћинству је 2,79.
Ово насеље је углавном насељено Србима (према попису из 2002. године), а у последња три пописа, примећен је пад у броју становника.
|             | \| Демографија[13] \| Демографија[13] \| Демографија[13] \| \| Година \| Становника \| Становника \| \| --------------- \| --------------- \| --------------- \| \| 1948. \| 23.038 \| \| \| 1953. \| 26.110 \| \| \| 1961. \| 31.620 \| \| \| 1971. \| 34.256 \| \| \| 1981. \| 37.513 \| \| \| 1991. \| 36.885 \| 35.689 \| \| 2002. \| 36.623 \| 38.293 \| \| 2011. \| 36.040 \| \| \| 2022. \| 31.946 \| \| |            |
| Демографија | |            |
| Година      | Становника | Становника |
| 1948.       | 23.038 |            |
| 1953.       | 26.110 |            |
| 1961.       | 31.620 |            |
| 1971.       | 34.256 |            |
| 1981.       | 37.513 |            |
| 1991.       | 36.885 | 35.689     |
| 2002.       | 36.623 | 38.293     |
| 2011.       | 36.040 |            |
| 2022.       | 31.946 |            |

| Етнички састав према попису из 2002.‍ | Етнички састав према попису из 2002.‍ | Етнички састав према попису из 2002.‍ | Етнички састав према попису из 2002.‍ | Етнички састав према попису из 2002.‍ |
| ------------------------------------ | ------------------------------------ | ------------------------------------ | ------------------------------------ | ------------------------------------ |
|                                      |                                      |                                      |                                      |                                      |
| Срби                                 | Срби                                 |                                      | 28.372                               | 77,47%                               |
| Мађари                               | Мађари                               |                                      | 1.800                                | 4,91%                                |
| Румуни                               | Румуни                               |                                      | 1.734                                | 4,73%                                |
| Југословени                          | Југословени                          |                                      | 848                                  | 2,31%                                |
| Роми                                 | Роми                                 |                                      | 644                                  | 1,75%                                |
| Македонци                            | Македонци                            |                                      | 303                                  | 0,82%                                |
| Хрвати                               | Хрвати                               |                                      | 204                                  | 0,55%                                |
| Црногорци                            | Црногорци                            |                                      | 190                                  | 0,51%                                |
| Словаци                              | Словаци                              |                                      | 132                                  | 0,36%                                |
| Словенци                             | Словенци                             |                                      | 99                                   | 0,27%                                |
| Чеси                                 | Чеси                                 |                                      | 88                                   | 0,24%                                |
| Бугари                               | Бугари                               |                                      | 87                                   | 0,23%                                |
| Немци                                | Немци                                |                                      | 85                                   | 0,23%                                |
| Албанци                              | Албанци                              |                                      | 33                                   | 0,09%                                |
| Муслимани                            | Муслимани                            |                                      | 30                                   | 0,08%                                |
| Руси                                 | Руси                                 |                                      | 19                                   | 0,05%                                |
| Украјинци                            | Украјинци                            |                                      | 11                                   | 0,03%                                |
| Буњевци                              | Буњевци                              |                                      | 8                                    | 0,02%                                |
| Власи                                | Власи                                |                                      | 4                                    | 0,01%                                |
| Русини                               | Русини                               |                                      | 3                                    | 0,00%                                |
| Бошњаци                              | Бошњаци                              |                                      | 3                                    | 0,00%                                |
| непознато                            | непознато                            |                                      | 988                                  | 2,69%                                |

| Година пописа     | 1948. | 1953. | 1961. | 1971.  | 1981.  | 1991.  | 2002.  |
| ----------------- | ----- | ----- | ----- | ------ | ------ | ------ | ------ |
| Број домаћинстава | 7.406 | 8.173 | 9.510 | 10.899 | 12.718 | 12.639 | 12.893 |

| Број чланова      | 1     | 2     | 3     | 4     | 5   | 6   | 7  | 8  | 9  | 10 и више | Просек |
| ----------------- | ----- | ----- | ----- | ----- | --- | --- | -- | -- | -- | --------- | ------ |
| Број домаћинстава | 2.829 | 3.229 | 2.723 | 2.789 | 823 | 342 | 96 | 39 | 13 | 10        | 2,79   |

| Пол    | Укупно | Неожењен/Неудата | Ожењен/Удата | Удовац/Удовица | Разведен/Разведена | Непознато |
| ------ | ------ | ---------------- | ------------ | -------------- | ------------------ | --------- |
| Мушки  | 14.616 | 4.459            | 8.820        | 639            | 611                | 87        |
| Женски | 16.541 | 3.584            | 8.931        | 2.855          | 1.097              | 74        |
| УКУПНО | 31.157 | 8.043            | 17.751       | 3.494          | 1.708              | 161       |

| Пол    | Укупно                    | Пољопривреда, лов и шумарство | Рибарство                            | Вађење руде и камена | Прерађивачка индустрија       |
| ------ | ------------------------- | ----------------------------- | ------------------------------------ | -------------------- | ----------------------------- |
| Мушки  | 6.818                     | 523                           | 33                                   | 27                   | 2.153                         |
| Женски | 5.958                     | 224                           | 6                                    | 17                   | 2.129                         |
| УКУПНО | 12.776                    | 747                           | 39                                   | 44                   | 4.282                         |
| Пол    | Производња и снабдевање   | Грађевинарство                | Трговина                             | Хотели и ресторани   | Саобраћај, складиштење и везе |
| Мушки  | 64                        | 260                           | 932                                  | 119                  | 756                           |
| Женски | 7                         | 36                            | 1.008                                | 133                  | 170                           |
| УКУПНО | 71                        | 296                           | 1.940                                | 252                  | 926                           |
| Пол    | Финансијско посредовање   | Некретнине                    | Државна управа и одбрана             | Образовање           | Здравствени и социјални рад   |
| Мушки  | 100                       | 127                           | 502                                  | 224                  | 278                           |
| Женски | 173                       | 147                           | 248                                  | 424                  | 841                           |
| УКУПНО | 273                       | 274                           | 750                                  | 648                  | 1.119                         |
| Пол    | Остале услужне активности | Приватна домаћинства          | Екстериторијалне организације и тела | Непознато            | Непознато                     |
| Мушки  | 403                       | 3                             | 0                                    | 314                  | 314                           |
| Женски | 209                       | 4                             | 0                                    | 182                  | 182                           |
| УКУПНО | 612                       | 7                             | 0                                    | 496                  | 496                           |

## Градови побратими
- Бањска Бистрица, Словачка
- Крива Паланка, Северна Македонија
- Лугош, Румунија
- Требиње, Република Српска, Босна и Херцеговина[16]
- Хелвеција, Мађарска

## Познате личности
У основној школи „Вук Стефановић Караџић” налазе се две табле са по 12 имена знаменитих Вршчана.
- Јован Стерија Поповић — књижевник и комедиограф
- Паја Јовановић — сликар
- Јаша Томић — новинар, политичар и књижевник
- Бора Костић — шахиста
- Драгиша Брашован — архитекта
- Борисав Атанасковић — југословенски и српски књижевник, драмски писац за децу и одрасле, глумац у Народном позоришту »Јован Стерија Поповић», редитељ, новинар, драматург радио драме за децу на српском и уредник радио драме за децу на српском, мађарском, словачком, румунском и русинском језику у Радио Новом Саду 1.
- Феликс Милекер — оснивач и кустос Градског музеја
- Рада Ђуричин — глумица
- Јудита Кофман — математичарка
- Лаза Нанчић — социјалиста, новинар, писац и оснивач Вршачке читаонице
- Јосиф Јовановић Шакабента — епископ СПЦ
- Теодор Несторовић — вођа Банатског устанка
- Душан Станков — конструктор авиона
- Милан Јовановић — фотограф
- Никола Нешковић — сликар
- Недељко Поповић — сликар
- Властимир Перичић — композитор
- Султана Цијук — оперска певачица
- Зорана Тодоровић — највиша светска кошаркашица (2,09 m)
- Радован Бранков — новинар РТС-а
- Теша Тешановић — новинар и бивши водитељ на каналу Балкан инфо
- Тихомир Пауновић - Тика — глумац

## Галерија
- Саборна црква Светог Николе
- Владичански двор Банатске епархије
- Румунска православна црква
- Католичка црква
- Трг
- Градски дом
- Аеродром Вршац
- Вршац зими